# Хисоп (Алабама)
Хисоп (енгл. Hissop) насељено је место без административног статуса у америчкој савезној држави Алабама.

## Демографија
По попису из 2010. године број становника је 658.
| Група             | 2000.    | 2010.       |
| Белци             | 0 (0,0%) | 162 (24,6%) |
| Афроамериканци    | 0 (0,0%) | 489 (74,3%) |
| Азијати           | 0 (0,0%) | 1 (0,2%)    |
| Хиспаноамериканци | 0 (0,0%) | 13 (2,0%)   |
| Укупно            | 0        | 658         |